# Philip D. Gingerich
Philip Dean Gingerich  (* 23. März 1946 in Goshen (Indiana)) ist ein US-amerikanischer Wirbeltier-Paläontologe.
Gingerich studierte an der Princeton University mit dem Bachelor-Abschluss 1968 und an der Yale University mit dem Master-Abschluss 1972 und der Promotion in Paläontologie 1974. Danach war er Assistant Professor an der University of Michigan, an der er 1979 Associate Professor und 1983 Professor wurde. Ab 1974 war er außerdem Assistant Kurator und später Kurator am Paläontologischen Museum der Universität, dessen Direktor er 1981 bis 1987 und 1989 bis 2011 war.
Er befasst sich insbesondere mit Ursprung und Evolution der frühen Primaten und Wale und den Zeitraum Paläozän-Eozän einschließlich des Paläozän/Eozän-Temperaturmaximums (PETM). Nach Gingerich fiel diese relativ kurze Wärmephase (mit erhöhtem Kohlendioxidanteil in der Atmosphäre) mit der Bildung wichtiger neuer Säugergruppen zusammen (wie Unpaarhufer, Paarhufer, Primaten) und war von einer beschleunigten Artenbildung geprägt und teilweise von Ausbildung von Zwergformen. Außerdem ist er an quantitativen Herangehensweisen an Paläobiologie und Evolution interessiert (Rate der Evolution, evolutionäre Zeitskala).
Gingerich fand mit Kollegen schon in den 1970ern Fossilien von Vorläufern der Wale in Pakistan (Pakicetus) und es folgten weitere Entdeckungen von frühen Walen in Schichten des ehemaligen Tethys-Meeres aus dem Eozän in Pakistan und im Nahen Osten (Ägypten, Jordanien, Tunesien). 2000 fand er erste Fossilien des Vorgängers der Wale Rodhocetus aus dem Eozän in Belutschistan. Bei den Primaten untersuchte er unter anderem mit Wighart von Koenigswald und anderen Darwinius aus der Grube Messel und einen frühen Primaten aus der Gruppe der Adapiformes aus dem Eozän von Nordamerika (Cantius torresi aus Wyoming, 1986) und Südfrankreich (1975). Er fand auch die frühesten Hinweise auf einen Vertreter einer weiteren frühen Primatengruppe in Nordamerika, Teilhardina aus der Familie der Omomyidae. 2006 fand er mit Kollegen Hinweise darauf, dass sich Teilhardina sehr schnell im PETM von Asien sowohl nach Europa als auch nach Nordamerika ausbreitete.
2012 erhielt er die Romer-Simpson-Medaille, 1980 den Henry Russell Award der Universität Michigan, 2005 die André Dumont Medal der belgischen geologischen Gesellschaft und 1981 den Charles Schuchert Award. Er ist Fellow der American Academy of Arts and Sciences, der American Philosophical Society und der American Association for the Advancement of Science. 2005/06 war er mit einem Humboldt-Forschungspreis an der Universität Bonn. 2010 wurde er korrespondierendes Ehrenmitglied der Paläontologischen Gesellschaft. 2010 bis 2012 war er Präsident der Paleontological Society, deren Fellow er seit 2005 ist.

## Schriften
- Evolutionary patterns in early Cenozoic mammals. Annual Review of Earth and Planetary Sciences, 8, 1980, 407–424.
- Environment and evolution through the Paleocene-Eocene thermal maximum, Trends in Ecology and Evolution, 21, 2006, 246–253
- Cetacea in  K. D. Rose, J. D. Archibald (Hrsg.): Placental mammals: origin, timing, and relationships of the major extant clades, Johns Hopkins University Press, Baltimore, 2005, S. 234–252
- Evolution of whales from land to sea, Proceedings of the American Philosophical Society, 156, 2012, S. 309–323
- mit Wighart von Koenigswald: Wale in der Wüste: Fossilbericht zum Weg der Wale vom Land ins Wasser, in N. Elsner, H.-J. Fritz, R. Gradstein, J. Reidtner (Herausgeber) Evolution: Zufall und Zwangsläufigkeit der Schöpfung, Wallstein Verlag, Göttingen, 2009, S. 341–361
- Rates of evolution, Annual Review of Ecology, Evolution, and Systematics, 40, 2009, 657–675
- Evolution of prosimians. In J. S. Jones, R. D. Martin, D. R. Pilbeam (Hrsg.): Cambridge Encyclopedia of Human Evolution, Cambridge University Press, Cambridge, 1992, S. 201